# Zlatov(V) fluorid
Zlato(V)-fluorid ili Zlato pentafluorid je kemijski spoj zlata u kojem se zlato nalazi u svom najvećem poznatom oksidacijskom stanju. To je crvena krutina koja je izuzetno korozivna. Vrlo je reaktivna i nestabilna na sobnoj temperaturi i oslobađa spontano fluor. U vodi hidrolizira dajući fluor i smjesu hidroksida i oksida zlata. 
Zlato(V)-fluorid u krutom stanju je dimer i bolje se može predstaviti formulom Au2F10, s heksakoordinisanim zlatom i oktaedarskim rasporedom atoma fluora oko svakog atoma zlata. To je jedini poznat pentafluoridni dimer, ostali pentafluoridi su monomeri (P, As, Cl, Br, I ), tetrameri ( Nb, Ta, Cr, Mo, W, Tc, Re, Ru, Os, Rh, Ir, Pt ) ili polimeri ( Bi, V, U ). U plinovitoj fazi, postoji smjesa dimera i trimera u odnosu 82:12.

## Sinteza
Zlato(V)-fluorid može se dobiti grijanjem metalnog zlata u atmosferi kisika i fluora na temperaturi od 370°C, pri tlaku od 8 atmosfera,  pri čemu se prvo formira zlato dioksifluorid.
2Au(s) + 2O2(g) + 6F2(g) → 2O2AuF6(s)
Nastali kompleks se raslaže na 180°C, pri čemu nastaje zlato(V)-fluorid.
2O2AuF6(s) → 2AuF5(s) + 2O2(g) + F2(g)